# Jan III. Pobožný
Jan III. Pobožný (asi 1425 – 1482/1485) byl syn Václava II. Opavského a blíže neznáme Alžběty z Kravař, hlubčický kníže, v letech 1454–1464 pán z Fulneka.
První zmínka o Janovi III. je z roku 1438, kdy byl pasován na rytíře ve Vratislavi. 
Po smrti otce mezi lety 1445 a 1449 se stal knížetem Hlubčicích, zatímco jeho bratr Hanuš získal nevelký Fulnek. Roku 1454 zemřel jeho bratr bez potomků a Jan III. sjednotil otcovo dědictví bez větších těžkostí (Jan měl po otci formální právo na 1/3 Opavska, kterému vládli jeho strýcové Vilém, Arnošt a Přemysl II. Nezískal ale Edelštejn a Cukmantl. 
Ve sporech Vladislava Jagellonského a Matyáše Korvína Jan III. zpočátku podporoval Vladislava, nakonec ale uznal roku 1479 za svého lenního pána Matyáše.
Jan byl ženatý s blíže neznámou Kateřinou, která zemřela okolo roku 1463, děti ovšem neměli. Po smrti manželky se znovu neoženil, díky čemuž získal přídomek Pobožný. Jelikož neměl děti a dědice, roku 1464 přenechal svá práva na prodané Opavsko Jiřímu z Poděbrad, zatímco Fulnek zastavil jakémusi Jiřímu Krumšinovi.
Jan III. Pobožný zemřel mezi lety 1482 a 1485. Hlubčice po jeho smrti jako uprázdněné léno získal Matyáš Korvín, který je odkázal svému synovi Janovi 